# Клімчук Борис Петрович
Борис Петрович Клімчук (18 березня, 1951, с. Волошки, Ковельський район, Волинська область, Українська РСР, СРСР — 2 вересня 2014, Берлін, Німеччина) — український державний і політичний діяч, дипломат.

## Біографія
Закінчив Харківський державний університет (1974), викладач географії; Національну юридичну академію України ім. Ярослава Мудрого (1996).
З вересня 1974 по серпень 1975 — вчитель в Острозькій школі-інтернаті (Рівненська область).
З серпня 1975 по серпень 1980 — вчитель Ковельської середньої школи № 7.
З серпня 1980 по січень 1982 — директор Ковельської 8-річної школи № 9.
З січня 1982 по червень 1982 — інженер заводу «Ковельсільмаш».
З червня 1982 по червень 1990 — директор Ковельської середньоосвітньої школи № 11.
1 грудня 1990 обраний членом обкому комуністичної партії.
З червня 1990 по травень 1992 — заступник голови Ковельського міськвиконкому.
З червня 1992 по квітень 1998 — голова Волинської обласної ради.
З 07 липня 1995 по червень 2002 — голова Волинської обласної державної адміністрації.
У червні 2002 — радник Президента України.
З лютого 2004 по 15 березня 2008 — Надзвичайний та Повноважний Посол України в Литовській Республіці.
З 15 квітня 2008 по 08 квітня 2010 — Надзвичайний та Повноважний Посол України в Азербайджанській Республіці.
Указом Президента України Віктора Януковича від 26 березня 2010 року № 452/2010 призначено головою Волинської обласної державної адміністрації.
Під час масових акцій протесту, які відбувались в Україні наприкінці 2013 та на початку 2014 вимушений був піти в відставку, написавши заяву про звільнення. Свою відставку мотивував як виконання громадянського обов'язку заради збереження миру та не допущення посилення акцій протесту. Водночас просив лідерів луцького Євромайдану написати заяви про те, що вони не будуть закликати громадян до насилля. Клімчук наголосив, що документ зареєстрований та направлений до столиці в Адміністрацію Президента. Мітингувальники, які стояли під стінами кабінету, зустріли рішення губернатора вигуками «Молодець!» Заява про звільнення була прийнята президентом 5 лютого 2014 р.
5 лютого 2014 року звільнений із займаної посади.
Помер 2 вересня 2014 року в Берліні, де перебув на лікуванні в клініці «Шаріте». Похований у селі Воля-Любитівська, Ковельського району, Волинської області поряд зі своїми батьками — Ольгою та Петром.

## Родина та особисте життя
Одружений. Мав 2-х доньок (Юлія Троц і Яна Лісіцина) та сімох онуків.

## Нагороди та почесні звання
- Відмінник народної освіти УРСР (1984), СРСР (1990)
- Почесна відзнака Президента України (1996)
- Орден князя Ярослава Мудрого V ступеня.
- Повний кавалер ордена «За заслуги». Голова Волинської ОДА Борис Клімчук став на Волині першим кавалером ордена «За заслуги» І ступеня. Орден йому вручив 18 березня 2001 року в день 50-літнього ювілею Прем'єр-міністр Віктор Ющенко.[7]

### Публікації Бориса Клімчука
- Вірю в Газ. Віче, 18 серпня 2011 р., с. 1, 4.

### Про Бориса Клімчука
- Кравчук П. А. Рекорди Волині 1998. – Любешів: Ерудит, 1999. – 206 с. ISBN 966-95453-0-7. Вибори голів місцевих рад, с. 33-34.
- Кравчук П. А. Книга рекордів Волині. — Луцьк : Волинська обласна друкарня ; Любешів : Ерудит, 2005. — 304 с. — ISBN 966-361-079-4. Перший голова Волинської обласної державної адміністрації, с. 41-42.
- Олександр Стреков. мене важливі не слова, не гасла, а результат" Газ. Волинь, 11 жовтня 2014 р., с. 3.
- Не побоявся стати на коліна перед народом. Газ. «Волинь», 4 вересня 2014 р., с. 3.

## Вшанування пам'яті
Напередодні перших роковин смерті урочисто відкрили пам'ятник на його могилі. А в день перших роковин його благодійний фонд оголосив про заснування іменної премії та презентував статуетку, яку отримає лауреат. Статуетка має вигляд підкови, яка символічно обрамлює карту України.